# Пиротехнический энергодатчик
Пиротехнический энергодатчик (пироэнергодатчик) — пиротехническое средство, использующее рабочее усилие газов или тепла, образующееся при горении пиротехнического состава в замкнутом объеме. К таким устройствам относятся пиротехнический резак, пироболт, пиронагреватель и др.  При этом пироэнергодатчик отличается от пиротехнического  газогенератора тем, что продукты сгорания не истекают через сопло с критическим перепадом давления.:115
До 1960 года вместо термина "пироэнергодатчик" использовался[где?] термин "пиропатрон". Первоначально устройство применялось в системах катапультирования кресла пилота из самолетов. В дальнейшем при разработке крупных и сложных ракет аналогичные устройства стали применяться и для других целей.:115
Заряд пиротехнического топлива в пироэнергодатчиках сгорает в замкнутом объеме, ограниченном стенками корпуса и подвижным поршнем. Пироэнергодатчики выделяются относительно малыми величинами массы топлива, времени работы, скоростями течения газов и относительно высоким давлением. Энергия продуктов сгорания расходуется на кинетическую и потенциальную энергию поршня, на работу нагрузки и сил трения, на теплопотери в стенки.